# Strongylocentrotidae
La familia Strongylocentrotidae es una familia de erizos de mar del orden Echinoida, suelen habitar en áreas costeras y litorales, algunas de las especies de esta familia tienen una importancia comercial considerable por la calidad de sus gónadas, por lo que sus poblaciones sostienen pesquerías importantes en varias regiones litorales del mundo. Esta familia se integra únicamente por dos géneros: Allocentrotus y Strongylocentrotus.

## Especies

### Género Allocentrotus
Incluye las siguientes especies:
- Allocentrotus fragilis (Jackson, 1912)

### Género Strongylocentrotus
Incluye las siguientes especies:
- Strongylocentrotus antiquus Philip, 1965 (fósil - Mioceno)
- Strongylocentrotus djakonovi  Baranova, 1957
- Strongylocentrotus droebachiensis (O. F. Müller, 1776) - Erizo de mar verde.
- Strongylocentrotus franciscanus (A. Agassiz, 1863) - Erizo de mar rojo.
- Strongylocentrotus intermedius (A. Agassiz, 1863)
- Strongylocentrotus pallidus (G. O. Sars, 1871)
- Strongylocentrotus polyacanthus A. Agassiz and H. L. Clark, 1907
- Strongylocentrotus pulchellus  A. Agassiz & H.L. Clark, 1907
- Strongylocentrotus purpuratus (Stimpson, 1857) - Erizo de mar morado.